# Det är mitt liv – det är jag
Det är mitt liv – det är jag är Anders Glenmarks fjärde studioalbum, utgivet 1981 på Glen Disc. Titelspåret framfördes av Glenmark i Melodifestivalen 1981.

## Låtlista
Där inte annat anges är låtarna skrivna av Anders Glenmark.
1. "Det är mitt liv – det är jag"
2. "Djupa vatten"
3. "Kom i natt"
4. "Elisa" (Eva Dahlgren, Glenmark)
5. "It's All Right" (Glenmark, Thomas H Minor)
6. "Jag känner igen dej"
7. "Det är mitt liv – det är jag"
8. "Du kommer upp"
9. "Om jag visste vad jag ville" (Dahlgren, Glenmark)
10. "This Is Goodbye" (Minor, Glenmark)
11. "Jag har nå't att ge" (Dahlgren, Glenmark)